# Бишкаинью
Бишкаинью (порт. Biscainho)  —  район (фрегезия) в Португалии,  входит в округ Сантарен. Является составной частью муниципалитета  Коруше. По старому административному делению входил в провинцию Рибатежу. Входит в экономико-статистический  субрегион Лезирия-ду-Тежу, который входит в Рибатежу. Население составляет 1057 человек на 2001 год. Занимает площадь 80,83 км².